# Clarity
Clarity je debutové studiové album rusko-německého producenta elektronické hudby Antona Zaslavskiho (Zedd), vydané 5. října 2012 vydavatelstvím Interscope Records. Takzvaná Deluxe Edition tohoto alba byla vydána 24. září 2013, předcházelo jí vydání singlu Stay the Night, na kterém Zedd spolupracoval se zpěvačkou Hayley Williams ze skupiny Paramore, 10. září 2013. Po vydání sklízelo album od kritiků smíšené ohlasy.
S Clarity bylo oficiálně vydáno pět singlů (s oficiálním vydáním: Shave It, Spectrum, Clarity; a s Deluxe Edition: Stay the Night, Push Play) a dva propagační singly: Stache a Fall Into the Sky. Shave It (Lead Single tohoto alba) se umístilo na čtvrtém místě hitparády US Hot Dance Club Songs. Po tom následovalo Spectrum, které trumflo hitparádu Hot Dance Club Songs. Clarity, třetí singl na desce vydaný v roce 2013, se dostal na osmé místo hitparády Billboard Hot 100. Stay the Night byl Lead Single v Deluxe Edition tohoto alba a v Hot 100 se umístil na osmnáctém místě. Push Play byl druhý singl v Deluxe Edition a poslední singl z alba celkově.

## Seznam skladeb
| Pořadí         | Název                                                      | Text                                                            | Délka |
| -------------- | ---------------------------------------------------------- | --------------------------------------------------------------- | ----- |
| 1.             | Hourglass (feat. LIZ)                                      | Anton Zaslavski, Elizabeth Nicole Abrams                        | 5:13  |
| 2.             | Shave It Up                                                | Anton Zaslavski                                                 | 3:10  |
| 3.             | Spectrum (feat. Matthew Koma)                              | Anton Zaslavski, Matthew Koma                                   | 4:03  |
| 4.             | Lost At Sea (feat. Ryan Tedder)                            | Anton Zaslavski, Ryan Tedder                                    | 3:45  |
| 5.             | Clarity (feat. Foxes)                                      | Anton Zaslavski, Matthew Koma, Porter Robinson, Holly Hafermann | 4:31  |
| 6.             | Codec                                                      | Anton Zaslavski                                                 | 6:01  |
| 7.             | Stache                                                     | Anton Zaslavski                                                 | 4:04  |
| 8.             | Fall Into The Sky (Zedd & Lucky Date feat. Ellie Goulding) | Anton Zaslavski, Ellie Goulding, Lucky Date                     | 3:37  |
| 9.             | Follow You Down (feat. Bright Lights)                      | Anton Zaslavski, Heather Bright, Phil Schwan                    | 5:47  |
| 10.            | Epos                                                       | Anton Zaslavski                                                 | 5:36  |
| Celková délka: | Celková délka:                                             | Celková délka:                                                  | 44:27 |

## Hitparády

### Týdenní hitparády
| Hitparáda (2012-2014)                    | Pozice |
| ---------------------------------------- | ------ |
| Australian Hitseekers Albums (ARIA)      | 9.     |
| Japanese Albums (Oricon)                 | 77.    |
| South Korean International Albums (Gaon) | 70.    |
| Swedish Albums (Sverigetopplistan)       | 30.    |
| UK Albums (OCC)                          | 104.   |
| UK Dance Albums (OCC)                    | 8.     |
| US Billboard 200                         | 38.    |
| US Dance/Electronic Albums (Billboard)   | 2.     |

### Roční hitparády
| Hitparáda (2013)                       | Pozice |
| -------------------------------------- | ------ |
| US Dance/Electronic Albums (Billboard) | 11.    |

| Hitparáda (2014)                       | Pozice |
| -------------------------------------- | ------ |
| Swedish Albums (Sverigetopplistan)     | 90.    |
| US Dance/Electronic Albums (Billboard) | 10.    |

## Historie vydání

### Standardní edice
| Region             | Datum              | Formát               | Vydavatel          |
| ------------------ | ------------------ | -------------------- | ------------------ |
| Německo            | 5. října 2012      | Digital download     | Universal          |
| Spojené království | 8. října 2012      | CD, digital download | Polydor            |
| Kanada             | 9. října 2012      | CD, digital download | Universal          |
| Spojené státy      | 9. října 2012      | CD, digital download | Interscope Records |
| Rakousko           | 12. října 2012     | CD, digital download | Universal          |
| Německo            | 23. listopadu 2012 | CD                   | Universal          |
| Japonsko           | 27. února 2013     | CD, digital download | Universal          |

### Deluxe edition
| Region             | Datum          | Formát                   | Vydavatel  |
| ------------------ | -------------- | ------------------------ | ---------- |
| Spojené státy      | 24. září 2013  | CD, LP, digital download | Interscope |
| Rakousko           | 25. října 2013 | CD, digital download     | Universal  |
| Spojené království | 17. února 2014 | CD, digital download     | Polydor    |
| Německo            | 7. března 2014 | CD                       | Universal  |
| Německo            | 2. května 2014 | Digital download         | Universal  |